# Ilha da Queimada Grande

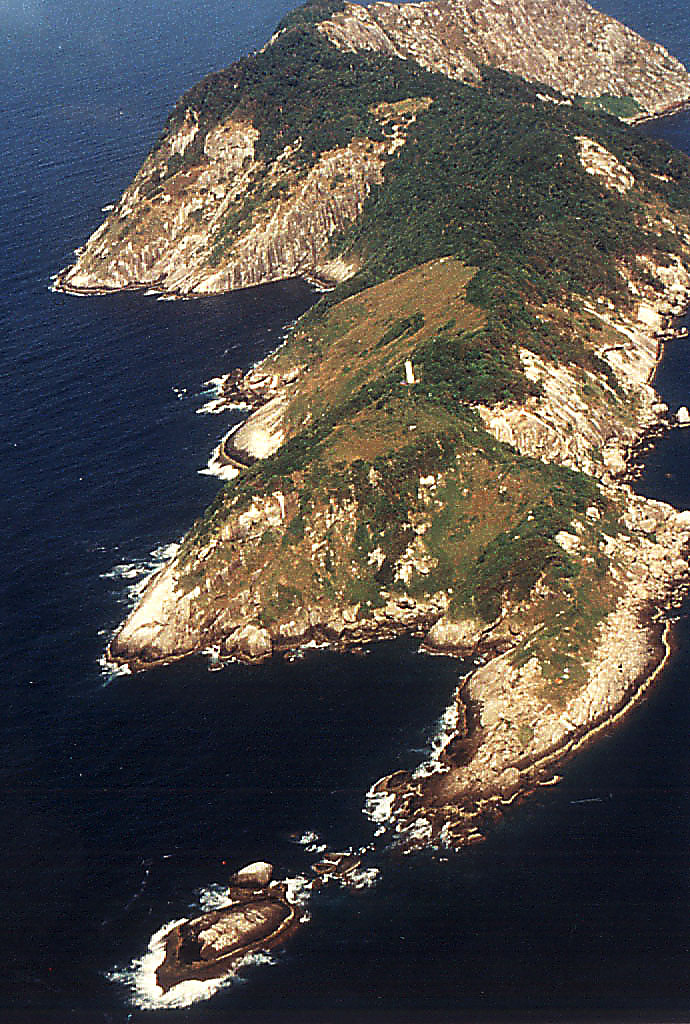
Ilha da Queimada Grande.

Ilha da Queimada Grande hay đảo Rắn là một hòn đảo có diện tích 43 ha ở Nam Đại Tây Dương và cách bờ biển bang São Paulo 35 km. Đảo này có hơn 400.000 con rắn trong đó có nhiều rắn độc. Hòn đảo này nổi tiếng là nơi sinh sống duy nhất của loài rắn hổ lục đầu giáo vàng độc nhất thế giới. Trên đảo này, mỗi một mét vuông có tới 1 - 5 con hổ lục đầu vàng. Loại rắn này khi trưởng thành có thể dài hơn nửa mét và nọc độc mạnh hơn 5 lần so với nọc rắn trong đất liền, do chúng chỉ ăn chim thay vì ăn động vật có vú.
Những con rắn bị mắc kẹt trên đảo khi mực nước biển dâng cao bao phủ vùng đất nối liền với đất liền. Áp lực lựa chọn tiếp theo cho phép những con rắn thích nghi với môi trường mới của chúng, tăng nhanh về dân số và khiến hòn đảo trở nên nguy hiểm khi đến thăm công chúng. Queimada Grande đóng cửa với công chúng để bảo vệ quần thể rắn này; chỉ các đơn vị sau được đến đảo: Hải quân Brazil và các nhà nghiên cứu được chọn bởi Viện bảo tồn đa dạng sinh học Chico Mendes, đơn vị bảo tồn liên bang Brazil.